# Bill Barber
William Charles "Bill" Barber, född 11 juli 1952, är en kanadensisk före detta ishockeytränare och professionell ishockeyspelare som tillbringade tolv säsonger i den nordamerikanska ishockeyligan National Hockey League (NHL), där han spelade för ishockeyorganisationen Philadelphia Flyers. Han producerade 883 poäng (420 mål och 463 assists) samt drog på sig 623 utvisningsminuter på 903 grundspelsmatcher. Barber spelade också på lägre nivåer för Richmond Robins i American Hockey League (AHL) och Kitchener Rangers i Ontario Hockey Association (OHA-Jr.).
Han draftades i första rundan i 1972 års draft av Philadelphia Flyers som sjunde spelare totalt, som Barber vann två raka Stanley Cup med för säsongerna 1973-1974 och 1974-1975. Han blev invald till Hockey Hall of Fame 1990. Barber är en av sex spelare i klubbens historia som fått sin tröja hissad i taket och därmed sitt nummer 7 retired. 
Barber var tränare för Flyers mellan 2000 och 2002 och vann Jack Adams Award 2001 och även tränat Hershey Bears och Philadelphia Phantoms i AHL. Han vann sin tredje Stanley Cup med Tampa Bay Lightning för säsongen 2003-2004 när han var chefen för deras spelarpersonal (Director of Player Personnel).

## Statistik

### Spelare
| 1967–1968      | North Bay Trappers  | NOJHA          | 34  | 18  | 35  | 53  | 44  | —   | —  | —  | —   | —   |
| 1968–1969      | North Bay Trappers  | NOJHA          | 48  | 32  | 38  | 70  | 100 | —   | —  | —  | —   | —   |
| 1969–1970      | Kitchener Rangers   | OHA-Jr.        | 54  | 37  | 49  | 86  | 42  | —   | —  | —  | —   | —   |
| 1970–1971      | Kitchener Rangers   | OHA-Jr.        | 61  | 46  | 59  | 105 | 129 | —   | —  | —  | —   | —   |
| 1971–1972      | Kitchener Rangers   | OHA-Jr.        | 62  | 44  | 63  | 107 | 89  | —   | —  | —  | —   | —   |
| 1972–1973      | Philadelphia Flyers | NHL            | 69  | 30  | 34  | 64  | 46  | 11  | 3  | 2  | 5   | 22  |
|                | Richmond Robins     | AHL            | 11  | 9   | 5   | 14  | 4   | —   | —  | —  | —   | —   |
| 1973–1974      | Philadelphia Flyers | NHL            | 75  | 34  | 35  | 69  | 54  | 17  | 3  | 6  | 9   | 18  |
| 1974–1975      | Philadelphia Flyers | NHL            | 79  | 34  | 37  | 71  | 66  | 17  | 6  | 9  | 15  | 8   |
| 1975–1976      | Philadelphia Flyers | NHL            | 80  | 50  | 62  | 112 | 104 | 16  | 6  | 7  | 13  | 18  |
| 1976–1977      | Philadelphia Flyers | NHL            | 73  | 20  | 35  | 55  | 62  | 10  | 1  | 4  | 5   | 2   |
| 1977–1978      | Philadelphia Flyers | NHL            | 80  | 41  | 31  | 72  | 34  | 12  | 6  | 3  | 9   | 2   |
| 1978–1979      | Philadelphia Flyers | NHL            | 79  | 34  | 46  | 80  | 22  | 8   | 3  | 4  | 7   | 10  |
| 1979–1980      | Philadelphia Flyers | NHL            | 78  | 40  | 32  | 72  | 17  | 19  | 12 | 9  | 21  | 23  |
| 1980–1981      | Philadelphia Flyers | NHL            | 80  | 43  | 42  | 85  | 69  | 12  | 11 | 5  | 16  | 0   |
| 1981–1982      | Philadelphia Flyers | NHL            | 80  | 45  | 44  | 89  | 85  | —   | —  | —  | —   | —   |
| 1982–1983      | Philadelphia Flyers | NHL            | 66  | 27  | 33  | 60  | 28  | 3   | 1  | 1  | 2   | 2   |
| 1983–1984      | Philadelphia Flyers | NHL            | 63  | 22  | 32  | 54  | 36  | —   | —  | —  | —   | —   |
| NHL totalt     | NHL totalt          | NHL totalt     | 903 | 420 | 463 | 883 | 623 | 129 | 53 | 55 | 108 | 109 |
| AHL totalt     | AHL totalt          | AHL totalt     | 11  | 9   | 5   | 14  | 4   | —   | —  | —  | —   | —   |
| OHA-Jr. totalt | OHA-Jr. totalt      | OHA-Jr. totalt | 177 | 127 | 171 | 298 | 260 | —   | —  | —  | —   | —   |

### Tränare
| År         | Lag                   | Liga       | Grundserie | Grundserie | Grundserie | Grundserie | Grundserie | Grundserie         | Slutspel                   |  |
| År         | Lag                   | Liga       | Matcher    | Vinster    | Förluster  | Oavgjorda  | Poäng      | Placering          | Resultat                   |  |
| ---------- | --------------------- | ---------- | ---------- | ---------- | ---------- | ---------- | ---------- | ------------------ | -------------------------- |  |
| 1985       | Hershey Bears         | AHL        | 16         | 6          | 9          | 1          | (63)       | 6:e i South        | Missade slutspel.          |  |
| 1995–1996  | Hershey Bears         | AHL        |            |            |            |            | (86)       | 2:a i South        | Förlorade i första ronden. |  |
| 1996–1997  | Philadelphia Phantoms | AHL        | 80         | 49         | 18         | 13         | 111        | 1:a i Mid-Atlantic | Förlorade i andra ronden.  |  |
| 1997–1998  | Philadelphia Phantoms | AHL        | 80         | 47         | 21         | 12         | 106        | 1:a i Mid-Atlantic | Vann finalen.              |  |
| 1998–1999  | Philadelphia Phantoms | AHL        | 80         | 47         | 22         | 9          | 105        | 1:a i Mid-Atlantic | Förlorade i tredje ronden. |  |
| 1999–2000  | Philadelphia Phantoms | AHL        | 80         | 44         | 31         | 3          | 93         | 3:e i Mid-Atlantic | Förlorade i första ronden. |  |
| 2000–2001  | Philadelphia Flyers   | NHL        | 54         | 31         | 13         | 7          | (100)      | 2:a i Atlantic     | Förlorade i första rundan. |  |
| 2001–2002  | Philadelphia Flyers   | NHL        | 82         | 42         | 27         | 10         | 97         | 1:a i Atlantic     | Förlorade i första rundan. |  |
| Totalt NHL | Totalt NHL            | Totalt NHL | 136        | 73         | 40         | 17         | 197        |                    |                            |  |
| Totalt AHL | Totalt AHL            | Totalt AHL | 336        | 193        | 101        | 38         | 564        |                    |                            |  |